# Nederländskspråkiga Wikipedia
Nederländskspråkiga Wikipedia (nederländska: Nederlandstalige Wikipedia) startade i september 2001 och hade november 2014 cirka 1 800 000 artiklar vilket gjorde den till den tredje största upplagan av Wikipedia. Den har för närvarande 2 194 764 artiklar.
Nederländska Wikipedia nådde 100 000 artiklar den 14 oktober 2005. Den överträffade ett tag polskspråkiga Wikipedia som den sjätte största upplagan av Wikipedia, men föll sedan tillbaka till åttonde plats. Den 1 mars 2006 hann den ikapp svenskspråkiga Wikipedia och italienskspråkiga Wikipedia och steg upp till sjätte plats. Milstolpen 500 000 artiklar nåddes den 30 november 2008. Den 17 december 2011 kom antalet artiklar upp i 1 miljon. I juni 2013 passerades tyskspråkiga Wikipedia, och nederländskspråkiga Wikipedia blev näst störst av Wikipedia-sidorna. Den 29 juli 2014 sjönk den tillbaka till tredjeplatsen, när svenska Wikipedia blev näst störst.
Den nederländska Wikipediautgåvan har den största kvoten av Wikipedia-sidor per talare av de 10 största Wikipediaupplagorna. Antalet nytillkomna artiklar per dag har ökat successivt. I mars 2006 gjordes en snabb tillväxt med ca 1000 per dag i början av maj 2006. Efter att detta nummer uppnåtts, sjönk tillväxten till cirka 250, jämförbart med genomsnittet runt december 2005. Sedan dess har det varit mer av dessa ökningar, med en topp på 2000 nya artiklar per dag i september 2007, men siffran återvänder alltid till ett genomsnitt på cirka 250. 
I en Multiscope-forskningsstudie från 2006 visade det sig att nederländska Wikipedia var betygsatt som den tredje bästa nederländska webbplatsen (efter Google och Gmail) med ett resultat på 8,1. 

## Statistik
| Datum      | Antal artiklar | Artikeltillväxt |
| ---------- | -------------- | --------------- |
| 19-06-2001 | 1              | 1               |
| 03-08-2003 | 10 000         | 13              |
| 07-02-2004 | 20 000         | 53              |
| 27-06-2004 | 30 000         | 71              |
| 08-11-2004 | 40 000         | 75              |
| 27-01-2005 | 50 000         | 125             |
| 23-03-2005 | 60 000         | 182             |
| 16-05-2005 | 70 000         | 185             |
| 17-07-2005 | 80 000         | 161             |
| 07-09-2005 | 90 000         | 192             |
| 14-10-2005 | 100 000        | 270             |
| 30-11-2005 | 110 000        | 213             |
| 05-01-2006 | 120 000        | 278             |
| 06-02-2006 | 130 000        | 313             |
| 01-03-2006 | 140 000        | 435             |
| 18-03-2006 | 150 000        | 588             |
| 02-04-2006 | 160 000        | 667             |
| 13-04-2006 | 170 000        | 909             |
| 28-04-2006 | 180 000        | 667             |
| 08-05-2006 | 190 000        | 1000            |
| 24-05-2006 | 200 000        | 625             |
| 04-07-2006 | 210 000        | 244             |
| 16-08-2006 | 220 000        | 233             |
| 28-09-2006 | 230 000        | 233             |
| 16-11-2006 | 240 000        | 204             |
| 26-12-2006 | 250 000        | 250             |
| 01-01-2007 | 260 000        | 1667            |
| 05-02-2007 | 270 000        | 286             |
| 04-03-2007 | 280 000        | 370             |
| 18-04-2007 | 290 000        | 222             |
| 28-05-2007 | 300 000        | 250             |
| 20-06-2007 | 310 000        | 434             |
| 22-07-2007 | 320 000        | 313             |
| 27-08-2007 | 330 000        | 278             |
| 10-09-2007 | 340 000        | 714             |
| 15-09-2007 | 350 000        | 2000            |
| 25-09-2007 | 360 000        | 1000            |
| 11-10-2007 | 370 000        | 625             |
| 17-11-2007 | 380 000        | 270             |
| 25-12-2007 | 390 000        | 263             |
| 17-01-2008 | 400 000        | 435             |
| 18-02-2008 | 410 000        | 323             |
| 30-11-2008 | 500 000        | 315             |
| 30-07-2009 | 550 000        | 205             |
| 30-04-2010 | 600 000        | 182             |
| 07-11-2010 | 650 000        | 262             |
| 19-06-2011 | 700 000        | ?               |
| 17-12-2011 | 1 000 000      | ?               |
| 08-12-2014 | 1 800 000      | ?               |